# Tournoi de Wimbledon 1909
 (mai 2023).
Si vous disposez d'ouvrages ou d'articles de référence ou si vous connaissez des sites web de qualité traitant du thème abordé ici, merci de compléter l'article en donnant les références utiles à sa vérifiabilité et en les liant à la section « Notes et références ».
Résultats du Tournoi de Wimbledon 1909.

## Simple messieurs
Finale : Arthur Gore  Royaume-Uni bat Josiah Ritchie  Royaume-Uni 6-8, 1-6, 6-2, 6-2, 6-2

## Simple dames
Finale : Dora Boothby  Royaume-Uni bat Agnes Morton  Royaume-Uni 6-4, 4-6, 8-6